# Dave Brown (Eishockeyspieler)
David James „Dave“ Brown (* 12. Oktober 1962 in Saskatoon, Saskatchewan) ist ein ehemaliger kanadischer Eishockeyspieler, -trainer, -scout und derzeitiger -funktionär, der im Verlauf seiner aktiven Karriere zwischen 1981 und 1996 unter anderem 809 Spiele für die Philadelphia Flyers, Edmonton Oilers und San Jose Sharks in der National Hockey League auf der Position des rechten Flügelstürmers bestritten hat. Seinen größten Karriereerfolg feierte Brown, der den Spielertyp eines Enforcers verkörperte, in Diensten der Edmonton Oilers mit dem Gewinn des Stanley Cups im Jahr 1990. Anschließend versuchte er sich als Trainer, ehe er über das Scouting eine höhere Funktionärsposition bei den Philadelphia Flyers übernahm, für die er seit 2006 wieder tätig ist.

## Karriere

### Spielerkarriere
Brown, der mit einer Größe von 1,96 Metern während seiner Karriere ein berüchtigter Enforcer war, spielte von 1980 bis 1982 zunächst in der Western Hockey League für die Spokane Flyers und Saskatoon Blades. Nachdem ihn die Philadelphia Flyers im NHL Entry Draft 1982 in der siebten Runde an 140. Position ausgewählt hatten, unterschrieb er dort vor der Saison 1982/83 seinen ersten Profivertrag. Hauptsächlich im AHL-Farmteam der Flyers eingesetzt, debütierte der Kanadier trotzdem in seinem ersten Profijahr in der National Hockey League. Nach einer weiteren Spielzeit, die er zwischen dem Farm- und Profiteam pendelte, etablierte er sich ab der Saison 1984/85 im Stammkader Philadelphias, was vor allem daran lag, dass das zu dieser Zeit raue und körperbetonte Spielsystem der Flyers perfekt auf seine Spielweise zugeschnitten war. In den Spielzeiten 1984/85 und 1986/87 erreichte er mit dem Team die Finalserie um den Stanley Cup, jedoch gingen beide Serien verloren.
Während der Saison 1988/89 transferierte ihn das Management der Flyers in seine kanadische Heimat zu den Edmonton Oilers. Dort spielte Brown bis zum Sommer 1991 und gewann 1990 den Stanley Cup mit dem Team.
Nach einem Transfer vor der Saison 1991/92 kehrte der Kanadier zu den Flyers nach Philadelphia zurück. Mit ihm waren auch der Finne Jari Kurri und Corey Foster an die Ostküste gewechselt. Hingegen mussten Scott Mellanby, Craig Berube und Craig Fisher den Weg nach Edmonton antreten. Brown blieb weitere vier Spielzeiten in Philadelphia, ehe er als Free Agent im August 1995 bei den San Jose Sharks einen Vertrag unterschrieb. Am Ende der Saison 1995/96 beendete der Kanadier nach 729 NHL-Spielen, in denen er 97 Punkte, sowie 1789 Strafminuten sammelte, seine Karriere.

### Trainer- und Funktionärskarriere
Nach seinem Karriereende bei den San Jose Sharks kehrte Brown abermals zu den Philadelphia Flyers zurück und fungierte zwischen 1996 und 1998 zwei Jahre lang als Assistenztrainer der Cheftrainer Terry Murray, Wayne Cashman und Roger Neilson. Zur Saison 1998/99 wechselte er innerhalb der Liga zu den New York Rangers in deren Scouting-Abteilung. Dort war Brown zunächst fünf Jahre als Scout angestellt, ehe er zum Director of Professional Scouting befördert wurde. Diesen Posten besetzte er bis zum Sommer 2006.
Mit Beginn der Spielzeit 2006/07 wurde der Kanadier wieder von den Flyers angestellt. Zunächst bis 2013 als Director of Player Personnel, seitdem als – wie bereits in New York – als Director of Professional Scouting.

## Erfolge und Auszeichnungen
- 1990 Stanley-Cup-Gewinn mit den Edmonton Oilers

## Karrierestatistik
(Legende zur Spielerstatistik: Sp oder GP = absolvierte Spiele; T oder G = erzielte Tore; V oder A = erzielte Assists; Pkt oder Pts = erzielte Scorerpunkte; SM oder PIM = erhaltene Strafminuten; +/− = Plus/Minus-Bilanz; PP = erzielte Überzahltore; SH = erzielte Unterzahltore; GW = erzielte Siegtore; 1 Play-downs/Relegation; Kursiv: Statistik nicht vollständig)